# Långa skuggor
Långa skuggor (Engelska: Elephants Can Remember) är en detektivroman av den brittiska författaren Agatha Christie, utgivet första gången 1972. Den innehåller hennes belgiska detektiv Hercule Poirot och den återkommande karaktären Ariadne Oliver. Det var den sista romanen med någon av karaktärerna, även om den följdes av Ridå – Hercule Poirots sista fall, som hade skrivits i början av 1940-talet men publicerades sist. Långa skuggor fokuseras på minne och muntliga vittnesmål.

## Handling
Vid en litterär lunch blir Ariadne Oliver kontaktad av en kvinna vid namn Mrs Burton-Cox, vars son Desmond är förlovad med Olivers guddotter Celia Ravenscroft. Burton-Cox ifrågasätter sanningen om Celias föräldrars död. Tolv år tidigare hade Olivers nära skolkamrat Margaret Ravenscroft och hennes man general Alistair Ravenscroft hittats döda i närheten av sin herrgård i Overcliffe. Båda hade skjutits med en revolver som hittades mellan deras kroppar, som bara bar deras fingeravtryck. Utredningen av deras död visade att det var omöjligt att avgöra om det var ett dubbelsjälvmord eller om en av dem mördade den andre och sedan begick självmord. Deras död gjorde Celia och ett annat barn föräldralösa. Efter att ha rådfrågat Celia ber Mrs Oliver sin vän Hercule Poirot att lösa problemet.
Poirot och Mrs Oliver fortsätter att träffa äldre vittnen som är associerade med fallet, som de kallar "elefanter", och upptäcker att Margaret Ravenscroft ägde fyra peruker; att Ravenscrofts hund var hängiven familjen, men bet Margaret några dagar före hennes död; att Margareta hade en identisk tvillingsyster Dorothea, som hade tillbringat tid på ett antal psykiatriska vårdhem och troddes ha varit inblandad i två våldsamma incidenter i Asien, bland annat drunknade hennes nyfödde son efter makens död; och att Dorothea en månad innan paret dog hade gått i sömnen och dött efter att ha fallit från en klippa. Senare får Poirot reda på namnen på guvernanter som tjänade familjen Ravenscroft, varav en, Zélie Meauhourat, reste till Lausanne efter parets död.
Poirot vänder snart sin uppmärksamhet mot familjen Burton-Cox och får reda på att Desmond är adopterad och inte vet något om sin biologiska mor. Genom sin agent Mr Goby får Poirot reda på att Desmond är utomäktenskaplig son till en avliden skådespelerska, Kathleen Fenn, som en gång hade en affär med Mrs Burton-Cox make och som testamenterade en ansenlig förmögenhet till Desmond, som skulle förvaltas tills han var myndig eller hade gift sig, och som skulle gå till hans adoptivmor om han dog. Poirot misstänker att Mrs Burton-Cox vill förhindra giftermålet mellan Desmond och Celia för att behålla pengarna, men han finner inget som tyder på att Mrs Burton-Cox vill döda sin son. Så småningom börjar han misstänka sanningen om Ravenscrofts död och ber Zélie att återvända till England för att hjälpa honom att förklara det för Desmond och Celia.
Poirot avslöjar att kvinnan som dog tillsammans med Alistair inte var hans hustru utan hennes tvilling Dorothea. En månad före dödsfallet hade hon skadat Margaret dödligt och Margaret hade fått sin man att lova att skydda hennes syster från att bli arresterad. Alistair lät Zélie hjälpa honom att dölja sanningen om sin hustrus död genom att plantera hennes kropp vid foten av en klippa och hitta på historien om att det var Dorothea som hade dött, och sedan låta Dorothea ta hans hustrus plats. Medan hon lurade Ravenscrofts tjänare kunde familjens hund inte luras och bet henne därför. En månad efter sin hustrus död mördade Alistair Dorothea för att hindra henne från att skada någon annan, och såg till att hon höll revolvern innan hon dödades, och sedan begick han självmord. Med fakta kan Desmond och Celia möta framtiden tillsammans.

## Karaktärer
- Hercule Poirot, belgisk detektiv
- Ariadne Oliver, en hyllad författare
- Polisinspektör Garroway, utredaren, nu pensionerad
- Kommissarie Spence, en pensionerad polis
- Goby, privatdetektiv
- Celia Ravenscroft, dotter till offren och ett av Mrs Olivers många gudbarn
- Desmond Burton-Cox, Celias pojkvän
- Mrs Burton-Cox, Desmonds giriga adoptivmor
- Dr Willoughby, psykiater som specialiserat sig på tvillingar
- Mademoiselle Rouselle, en före detta guvernant hos familjen Ravenscroft
- Zélie Meauhourat, en annan före detta guvernant till familjen Ravenscroft

"Elefanterna":
- Julia Carstairs, en social bekant till Ravenscrofts
- Mrs Matcham, en före detta barnsköterska hos familjen Ravenscroft
- Mrs Buckle, en före detta städare hos Ravenscrofts
- Fru Rosentelle, frisör och före detta perukmakare

## Litterär betydelse och mottagande
Maurice Richardson kallade romanen i The Observer den 5 november 1972 för "En lågmäld men genomgående intressant whodunnit med genialisk tvillinglösning. Vilken ung elefant som helst skulle vara stolt över att ha skrivit den."
Andra kritiker var mindre vänliga. Robert Barnard kallade romanen "Ännu ett mord-i-det-förflutna-fall, där ingen kan minnas något klart, inklusive, tyvärr, författaren. Vid ett tillfälle får vi veta att general Ravenscroft och hans hustru (det döda paret) var sextio respektive trettiofem; Senare får vi veta att han hade förälskat sig i sin frus tvillingsyster "som ung man". Mordet/självmordet sägs en gång ha ägt rum tio till tolv år tidigare, på andra ställen femton eller tjugo. Tunnland av vindlande samtal, hundratals tal som börjar med "Tja, ..." Sånt kan hända i livet, men man vill inte läsa det." Enligt The Cambridge Guide to Women's Writing in English är denna roman en av de "avskyvärda sista romanerna" där Christie "tappar greppet helt och hållet".
Långa skuggor citerades i en studie som gjordes 2009 med hjälp av datavetenskap för att jämföra Christies tidigare verk med hennes senare. De kraftiga minskningarna i ordförråd och ökningen av upprepade fraser och obestämda substantiv tydde på att Christie kan ha lidit av någon form av sent debuterande demens, kanske Alzheimers sjukdom.